# Waldemar Jungner
Ernst Waldemar Jungner (Västra Götalands län, 19 juni 1869 – Kneippbaden, 30 augustus 1924) was een Zweeds uitvinder, ingenieur en ondernemer.
In 1899 vond hij de nikkel-ijzer-accu (NiFe) uit, alsmede de nikkel-cadmium-accu (NiCd) en de herlaadbare alkaline zilver-cadmium-accu (AgCd). Als uitvinder bouwde hij ook een brandalarm op basis van verschillende thermische uitzettingen van metalen. Daarnaast werkte hij aan de elektrolytische productie van natriumcarbonaat (soda) en patenteerde een rotsboorapparaat.

## Biografie
Jungner werd geboren in het Zweedse Västra Götalands län als zoon van Jonas Jungner en Josefina Blomberg, die beide predikanten waren. Zijn vader, die leed aan hartkwalen en ernstige astma, overleed toen hij dertien jaar was. In zijn geboortejaar 1869 was er in Zweden een hongersnood als gevolg van mislukte oogsten die de gezondheid van Jungner aantastte. Later kreeg hij ook mazelen en roodvonk, beide met aanzienlijke complicaties.
Na de hogere middelbare school van Skara ging Jungner scheikunde, wiskunde, astronomie, plantkunde, geologie en Latijn studeren aan de Universiteit van Uppsala. Later zette hij zijn studie voort aan de Kungliga Tekniska högskolan (KTH, Koninklijke Technische Universiteit) in Stockholm.
Jungners eerste uitvinding was een brandalarm met de naam "Pyrofonen". Het principe hierachter was dat de metalen ijzer en koper verschillende thermische uitzettingscoëfficiënten hebben.

## Oplaadbare accu
Vanaf 1890 begon Waldemar te experimenteren met verschillende oplaadbare accumulatoren, op zoek naar betere materialen dan die werden gebruikt in loodzuuraccu's, de enige oplaadbare accumulator die destijds beschikbaar was. Zijn doel was om een oplaadbare accu te bouwen die betrouwbaarder en functioneler was, zelfs onder extreme omstandigheden.
Zijn eerste werkende accumulator was de alkaline zilver-cadmiumbatterij. Een auto voorzien van zo'n batterij voerde in 1900 testrondjes uit in Stockholm, waarbij het voertuig bijna 150 kilometer aflegde met één enkele lading. Vanwege de hoge kosten van zilver en cadmium verving hij deze later door respectievelijk nikkel en ijzer. In 1899 verkreeg hij patent op deze uitvinding en een jaar later begon hij zijn eigen bedrijf "Ackumulator Aktiebolaget Jungner". Er volgde een langdurig patentenconflict met Thomas Edison over de uitvinding van de NiFe-batterij, dat uiteindelijk door Edison werd gewonnen omdat hij over betere financiële middelen beschikte. Dit veroorzaakte ernstige problemen voor zijn bedrijf. Het bedrijf slaagde erin om te overleven door vanaf 1904 een iets andere naam te gebruiken: "Nya Ackumulator Aktiebolaget Jungner". Op dat moment verliet hij het bestuur van het bedrijf maar bleef aan als consultant. In 1910 werd het bedrijf opgeheven en werd een nieuw bedrijf "Svenska Ackumulator Aktiebolaget Jungner" opgericht, dat op winstgevende wijze gebruik maakte van de nieuwste technologische ontwikkelinglen van zijn batterijen. Dit bedrijf fabriceert nog steeds nikkel-cadmiumbatterijen als Saft Batteries, onderdeel van Saft Groupe S.A.
In de jaren zestig en zeventig werden nikkel-cadmiumbatterijen algemeen toegepast in de energiesystemen van raketten en kunstmatige satellieten, als ook in draagbare elektrische apparaten op aarde.
Tijdens de reddingsmissie van de Italiaan Umberto Nobile en zijn metgezellen op de Noordpool-expeditie van 1928 werden verschillende batterijen uit een vliegtuig gedropt om elektriciteit te leveren aan radiozendapparatuur van de expeditie. Alleen de NiFe-batterij van Jungner werkte.

## Later leven
Jungner patenteerde in 1907 een ontwerp van een brandstofcel. Ook voerde hij onderzoek uit naar de productie van cement en de winning van radium uit ertsen. In 1922 werd hij lid van de Kungliga Ingenjörsvetenskapsakademien (Koninklijke Ingenieurswetenschapsacademie) en in 1924 ontving hij de Oscar Carlson-medaille van de Zweedse Chemische Sociëteit. Datzelfde jaar overleed Jungner op 55-jarige leeftijd als gevolg van een longontsteking.
- Gemeinsame Normdatei: 1241275955
- KulturNav: 99a7ba66-960a-4bd1-9221-8fb32c68e2da
- Virtual International Authority File: 5610163211511707580002